# Cântăreț

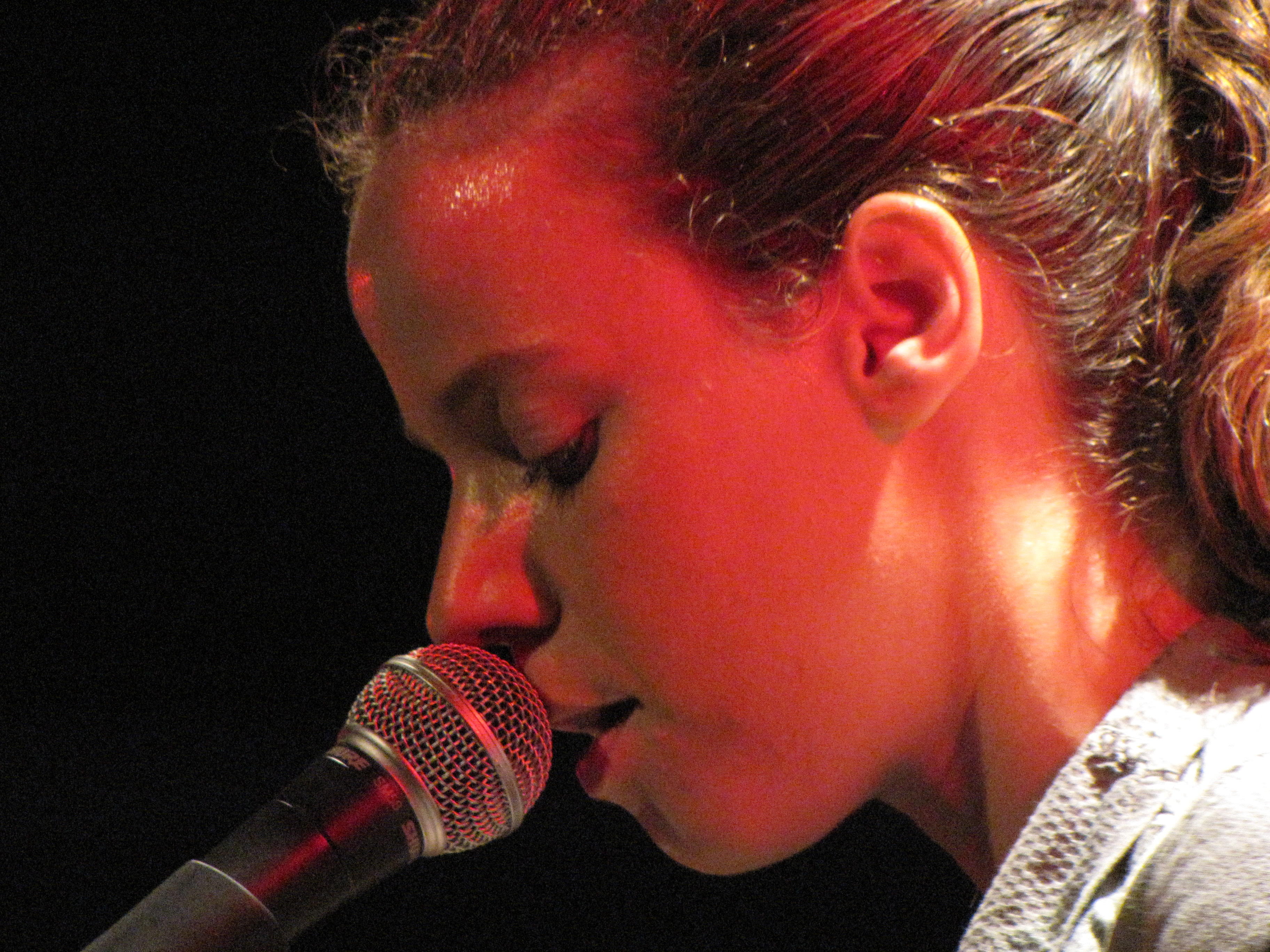
O cântăreață

Cântărețul este o persoană care cântă cu vocea; un artist care are profesia de a cânta cu vocea.